# Kawatana
Kawatana (川棚町?) è una cittadina giapponese della prefettura di Nagasaki.